# Samsung Wave 578
Samsung GT-S5780 Wave 578 — смартфон компании Samsung Electronics, работающий на мобильной платформе bada 1.1.

## Дизайн и конструкция
Samsung Wave 578 представляет собой небольшой моноблок с сенсорным экраном. Сам телефон полностью сделан из пластика.

## Характеристика
Samsung Wave 578 - является смартфоном среднего класса. Он поддерживает связь третьего поколения - 3G, а также NFC. NFC - технология беспроводной высокочастотной связи малого радиуса действия, которая дает возможность обмена данными между устройствами, находящимися на расстоянии около 10 сантиметров (около 4-х дюймов). Эта технология — простое расширение стандарта бесконтактных карт (ISO 14443), которая объединяет интерфейс смарткарты и считывателя в единое устройство. Это новая технология, которая широко распространяется по всему миру.

## Особенности
Телефон работает на новой OS bada 1.1 . Компания Samsung пообещала обновить смартфоны Samsung Wave 578, Samsung Wave 723, Samsung Wave 575 до bada 2.0 API, т.е. больше эти модели смартфонов не будут поддерживать более позднюю OS bada. На сегодняшний день обновление до bada 2.0 API получили только Samsung Wave 723, Samsung Wave 575. Про обновление Samsung Wave 578 до bada 2.0 API - ничего не слышно. По данным Gartner, за 1 квартал 2012 года , роль bada на рынке мобильных OS выросла с 1,9% за 2011 год на 2,7% - 2012 года. Таким образом можно наблюдать рост популярности bada и бадафонов.